# 小田溪墓群
小田溪墓群或称小田溪巴王墓群、小田溪巴人墓群、小田溪战国墓群，位于中華人民共和國重庆市涪陵区白涛镇陈家嘴村小田溪的一处墓葬群，地处乌江西岸一小山坡上。该墓群自1972年首次发掘以来，已经发现了多座具有显著巴文化特征的高规格墓葬，主要属战国时期，因此小田溪被认为是战国时期巴国王陵区。小田溪墓群，狭义上仅仅指小田溪西岸的墓葬，广义上也包括小田溪东岸的陈家嘴遗址及墓葬。小田溪墓群部分屬三峽工程淹沒區。
小田溪墓群中既有墓室长8米、宽6米的大型墓葬，也有长仅2米余、宽仅0.7米的小墓，墓主包括了巴人的高级贵族和一般士兵两类。
1991年4月16日公佈為四川省第三批省級重點文物保護單位。1997年，重庆市直辖，川渝分治，小田溪所在的涪陵属重庆。2000年9月7日列為第一批重慶市文物保護單位。

## 大事件

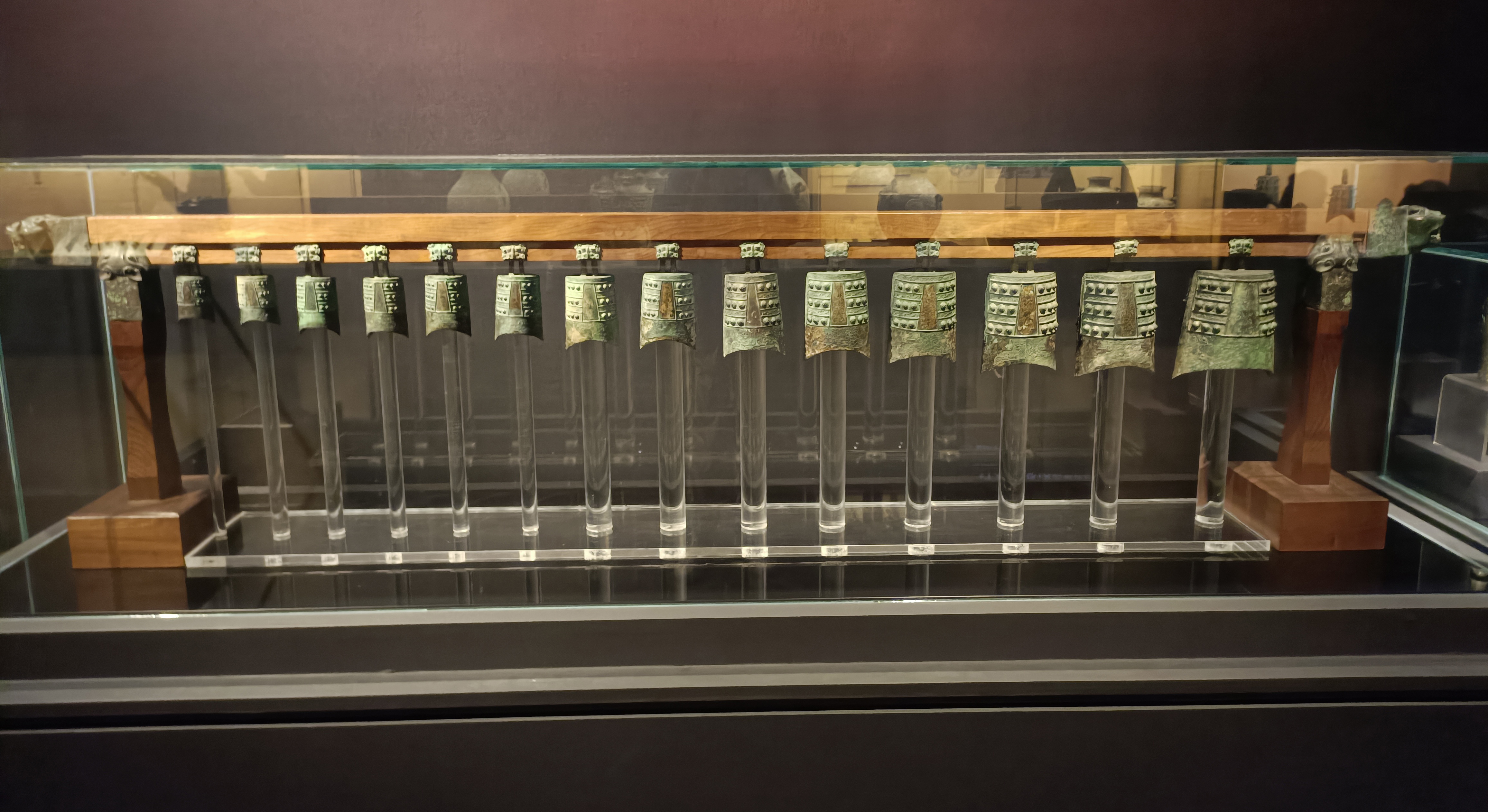
铜编钟，战国，四川博物院藏

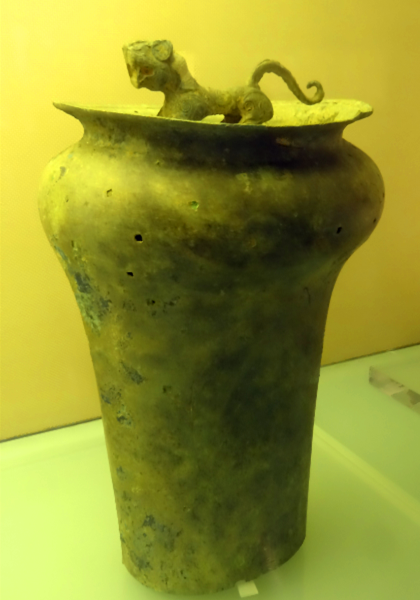
1972年出土于小田溪的虎钮铜錞于

墓群最初的发现是在1972年4月，在当时的四川省涪陵地区涪陵县，有乡民在小田溪取土时发现了一些青铜器。同年10月下旬，四川省文物考古所和重庆市博物馆等单位对古墓群中的三座，即1至3号墓进行发掘、清理，出土兵器54件，生活用具41件，生产工具8件，乐器37件，其他文物52件，共192件，其中就有最著名的14件套的错金铜编钟、错银铜壶、“廿六年”铭文戈等。虽然发掘者在后来的发掘简报中对出土的铜器给予了高度评价，但并未随后就开展进一步发掘。
1980年，考古工作者在烧砖取土场对4至7号墓进行了抢救性发掘；1983年，由于被盗，又对8号墓进行了抢救性发掘。1991年，四川省政府将小田溪墓群公布为省级文保单位。
1993年，小田溪墓群又一次发生盗墓案件，考古工作者又进行了抢救性发掘，出土了大量青铜器，其中包括一把剑身上有镀铬痕迹的青铜巴式柳叶剑。
1997年，小田溪墓群被列入了三峡库区文物抢救工程项目名单。
2002年9月至12月，重庆市文物考古所对小田溪墓群进行大规模发掘，发掘面积5000平方米，在以前发掘的1至9号墓周围陆续发现了13座墓葬，发现并发掘战国墓葬10座，汉代墓葬1座，共出土文物近400件。此次发掘的战国墓葬规模较大，随葬品等级较高，包括罕见的玉具剑、鸟形尊等，当属巴国贵族所有。位于周家下院东侧的一块水田内的12号墓是此次及之前发掘的墓葬中出土文物最丰富的，先后出土了铜器、兵器、陶器等文物130多件，并在墓室中部的椁室内发现了墓主人遗骸，在棺内外各发现一具殉葬的骨架。

## 发掘意义
小田溪墓群出土的铜器上多虎纽、手心纹、花蒂纹等，具有明显的巴文化特征。从其“王”字图语铭文、错金铜编钟等器物判断，当为巴国王室墓葬，这与《华阳国志·巴志》中“巴国先王陵墓多在枳”，即巴国王陵多位于涪陵的记载相一致，因此，对小田溪墓群的发掘也证实了史书的这一记载。墓群中大量文物的出土为研究巴人的历史和文化提供了珍贵的资料。
除了随葬品，随葬品上被考古学者称为巴蜀图语的刻画符号可能是战国时期巴国的文字。

## 旅游开发
由于没有留在地面的遗址遗迹，考古发掘出的陶器、玉器、青铜器等文物都存放于各博物馆，截至2013年，小田溪墓群所在的山坡上，除了四川省人民政府于1991年立的“四川省文物保护单位——小田溪墓群”石碑，并无其他显现遗址的标志。